# Петров, Александр Петрович (политик)
Алекса́ндр Петро́вич Петро́в (род. 21 мая 1958, село Плишкари, Еловский район, Пермская область, СССР) — российский государственный деятель, депутат Государственной думы VI, VII и VIII созывов от партии «Единая Россия», почетный консул Словакии в Екатеринбурге.
Из-за вторжения России на Украину, находится под международными санкциями Евросоюза, США, Великобритании и ряда других стран

## Ранние годы
Родился 21 мая 1958 года в селе Плишкари Еловского района Пермской области в семье учителей.
В 1979 году с отличием окончил Пермский государственный педагогический институт по специальности «преподаватель физики» и в том же году возглавил Калиновскую неполную среднюю школу (с. Калиновка, Пермской области), а с 1984 по 1987 был директором Еловской средней школы (с. Елово Пермской области). В 1987 году А. П. Петров стал заместителем председателя в молодёжном жилищном комплексе «Комсомольский» города Свердловска.
С 2002 года работал в ООО «Холдинг Юнона» в должности исполнительного директора, председателя совета директоров.
В 2010-е годы Александр Петров являлся директором некоммерческого партнерства «Уральский биомедицинский кластер», которое выпускало в Свердловской области различные лекарства. По состоянию на 2017 год являлся членом наблюдательного совета «Уральского биомедицинского кластера».
С 2001 года по 2011 год был помощником депутата ГД РФ на общественных началах. В декабре 2011 года был избран депутатом Государственной Думы России от партии «Единая Россия», где вошел в состав комитета Государственной думы по охране здоровья.
В 2016 году Петров выдвинул свою кандидатуру на праймериз «Единой России» для последующего избрания депутатом Государственной Думы РФ. Петров был переизбран по списку «Единой России» депутатом Государственной Думы РФ 18 сентября 2016 года.

## Еврейская автономная область
С 2019 года живет и работает в Биробиджане - столице Еврейской автономной области. В июне 2021 года выдвинут Всероссийской политической партией «Единая Россия» кандидатом в депутаты Государственной Думы РФ VIII созыва по одномандатному избирательному округу №220.

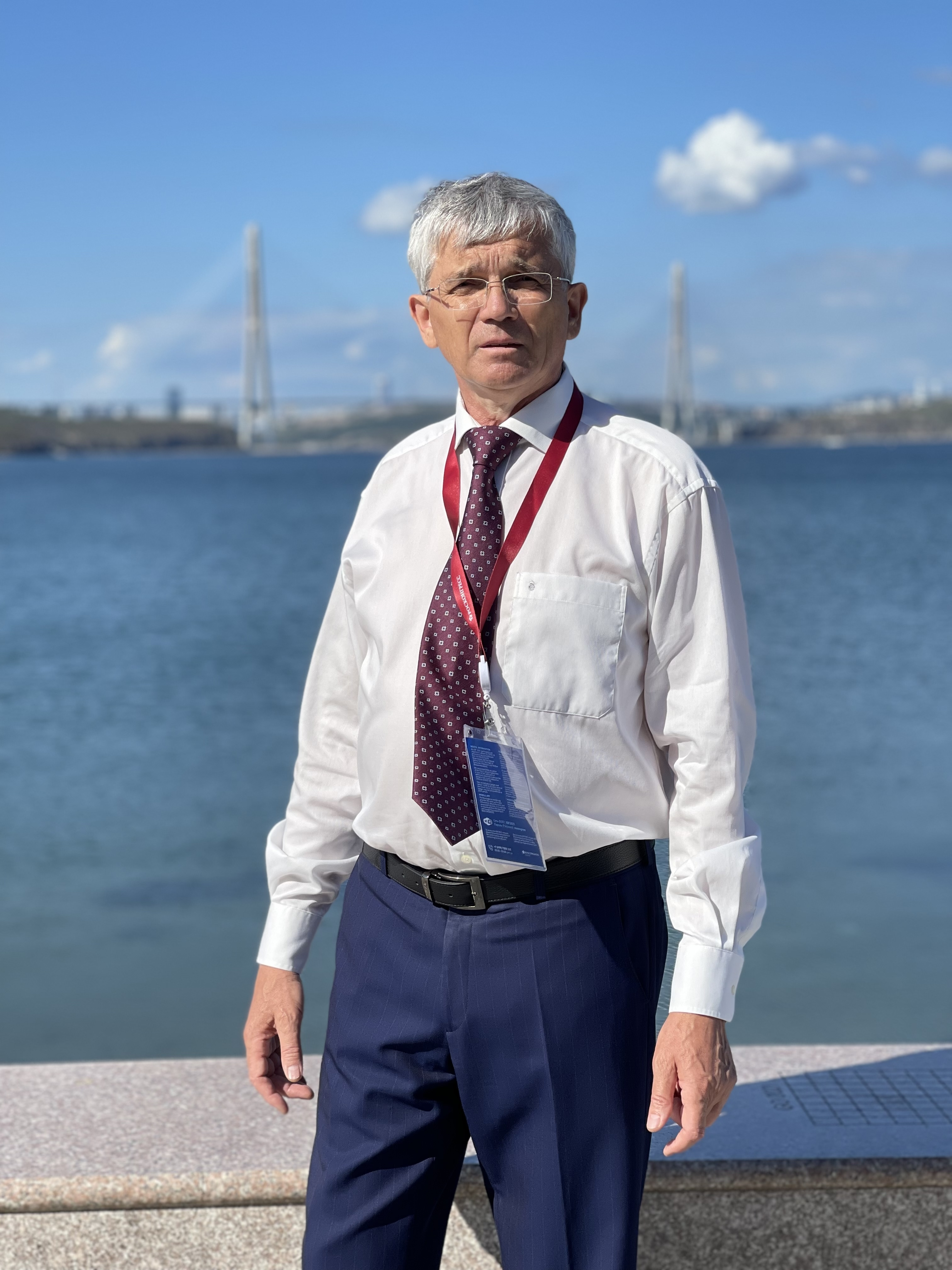
Александр Петров, Восточный экономический форум, 2021 год

21 сентября 2021 года состоялось заседание окружной избирательной комиссии по одномандатному избирательному округу «Еврейская автономная область – Еврейский одномандатный избирательный округ», на котором были утверждены результаты выборов в Государственную Думу РФ, подписан итоговый протокол окружной избирательной комиссии об итогах голосования. Избранным депутатом Государственной Думы VIII созыва признан Александр Петров, получивший 53,09% голосов избирателей.
Александр Петров является куратором амбициозного инвестиционного проекта в Еврейской автономной области - в течение пяти лет в Биробиджане должен быть создан биомедицинский кластер, который объединит различные производства. Здесь будет развиваться клиническая база для разработки фармацевтических препаратов нового поколения. Для кластера уже определен земельный участок, который ранее принадлежал Министерству обороны РФ.

## Законотворческая деятельность
С 2011 по 2025 год, в течение исполнения полномочий депутата Государственной Думы VI, VII, VIII созывов, выступил соавтором более 170 законодательных инициатив и поправок к проектам федеральных законов.

## Санкции
25 февраля 2022 года, на фоне вторжения России на Украину, включён в санкционный список стран Евросоюза в ответ на решение России признать территории Донецкой и Луганской областей Украины и на решение об отправке туда российских войск.
11 марта 2022 года внесён в санкционный список Великобритании «за признание независимости двух сепаратистских регионов в Украине».
30 сентября 2022 года был внесён в санкционный список США в ответ на «фиктивные референдумы» и «аннексию территорий Украины российскими оккупационными силами». Государственный департамент отмечает что депутаты единогласно приняли закон о фейках, а некоторые депутаты сыграли ключевую роль в распространении российской дезинформации о войне.
23 февраля 2023 года включён в санкционный список Канады «соратников режима», так как он «голосовал за законодательство связанное с вторжением и попыткой аннексии четырех регионов Украины».
По аналогичным основаниям находится в санкционных списках Швейцарии, Австралии, Японии, Украины и Новой Зеландии.

## Личная жизнь
Отец пятерых детей.

## Награды и премии
- Медаль «За отвагу на пожаре»[2]
- Медаль ордена «За заслуги перед Отечеством» II степени[2]
- Медаль Президента Словацкой Республики (29 января 2014 года, Словакия)[21][22].
- Нагрудный знак «За заслуги перед Свердловской областью» III степени[23]
- Лауреат премии им. В. Н. Татищева и Г. В. де Геннина в области экономики[24].